# Одрі Міка
Одрі Міка Армакост (нар. 28 липня 2000 року), професійно відома як Одрі Міка, — американська співачка та авторка пісень.